# Bandera de Sangolquí
La bandera de la ciudad de Sangolquí y del Cantón Rumiñahui apareció por primera vez en 1822, cuando los habitantes de Sangolquí recibieron al Mariscal Antonio José de Sucre y sus tropas; después formó parte de las banderas que flamearon en la Batalla de Pichincha. El 1 de mayo de 1938, apareció junto al tricolor nacional en Quito, en el desfile por el día del trabajo  ante la presencia del Jefe Supremo de Gobierno, General Alberto Enríquez Gallo, para reiterar el deseo y el pedido que Sangolquí fuese cantonizado. El 31 de mayo de 1938 se creó el Cantón Rumiñahui y aquella bandera quedó como símbolo cantonal. Se compone de un rectángulo de proporción 3:2 y consta de dos franjas horizontales de igual tamaño. 
- El cuartel superior es de color celeste, representa al cielo y las aguas del cantón
- El cuartel inferior es blanco y simboliza la paz y armonía del cantón.[2]